# Tomentypnum falcifolium
Tomentypnum falcifolium är en bladmossart som beskrevs av Tuomikoski in Ahti och Fagersten 1967. Tomentypnum falcifolium ingår i släktet Tomentypnum och familjen Brachytheciaceae. Inga underarter finns listade i Catalogue of Life.